# Нижняя Кеттвигская пойма Рура
Нижняя Кеттвигская пойма Рура (нем. Untere Kettwiger Ruhraue) — охраняемая природная территория (Naturschutzgebiet) на южной стороне реки Рур. Большая часть территории расположена в Кеттвиге (административный район города Эссен) и меньшая, западная часть — в городе Мюльхайм-ан-дер-Рур. В связи с этим природоохранная территория официально подразделяется на два участка: E-008 (Эссенская часть, основана в 1989 году) и MH-020 (Мюльхаймская часть, основана в 2005 году).

## Описание
Природоохранная территория представляет собой залежные земли, протягивающиеся по левой (южной) низменной (пойменной) стороне Рура на 1600 метров между Кеттвигом и Мюльхаймом. Непосредственно берег реки зарос кустарниковыми ивами и высокими многолетними травянистыми растениями, например бодяком полевым, что создаёт естественную живую изгородь. Также имеется несколько небольших заливов с тихими водоёмами, берега которых покрыты галечными отложениями. Большая часть территории занята плотно стоящими неофитами, среди которых выделяется борщевик Мантегацци. На юго-восточной оконечности заповедной территории вырос небольшой молодой кленовый лес, а на противоположной стороне в Мюльхайме охраняется старица реки.
Параллельно берегу проложена тропа.

## Защищаемые биотопы и виды растений
Территории высоких травянистых многолетних растений на залежных земель в низовьях Рура являются важными охраняемыми биотопами переходного типа. С другой стороны, данные биотопы являются рефугиумами для водоплавающих птиц среди густо заселённых человеком промышленных и интенсивно используемых сельскохозяйственных территорий.
Цели защиты:
- Сохранение безопасного ареала для проживания водоплавающих птиц, других видов животных и растительности заливных лугов.
- Предупреждение от загрязнения химическими удобрениями, сорными растениями, отходами мусора и вытаптывания.

### Биотопы участка Е-008
- BK-4607-0005

### Биотопы участка МН-020
- BK-4607-0005 и BK-4607-0026

### Растения
- Берёза повислая (Betula pendula)
- Бодяк полевой (Cirsium arvense)
- Борщевик Мантегацци (Heracleum mantegazzianum)
- Боярышник однопестичный (Crataegus monogyna)
- Бузина чёрная (Sambucus nigra)
- Граб обыкновенный (Carpinus betulus)
- Дербенник иволистный (плакун-трава, Lythrum salicaria)
- Ежа сборная (Dactylis glomerata)
- Ива ломкая (Salix fragilis)
- Ива прутовидная (Salix viminalis)
- Иван-чай узколистный (Epilobium angustifolium)
- Клён белый (Acer pseudoplatanus)
- Клён остролистный (Acer platanoides)
- Клён полевой (Acer campestre)
- Крапива двудомная (Urtica dioica)
- Малина великолепная (Rubus spectabilis)
- Недотрога железистая (Impatiens glandulifera)
- Ольха чёрная (Alnus glutinosa)
- Подмаренник настоящий (жёлтая кашка, Galium verum)
- Репешок обыкновенный (Agrimonia eupatoria)
- Ситник расходящийся[2] (Juncus effusus)
- Таволга вязолистная (Filipendula ulmaria)
- Тёрн (Prunus spinosa)
- Тростник обыкновенный (Phragmites australis)
- Тысячелистник птармика (чихотник обыкновенный, Achillea ptarmica)
- Шиповник собачий (Rosa canina)
- Ясень обыкновенный (Fraxinus excelsior)

### Эссен
- Naturschutzgebiet Untere Kettwiger Ruhraue (E-008)
- NSG Untere Kettwiger Ruhraue
- NSG Untere Kettwiger Ruhraue Naturschutzgebiet

### Мюльхайм-ан-дер-Рур
- Naturschutzgebiet Untere Kettwiger Ruhraue (MH-020)
- NSG Untere Kettwiger Ruhraue
- NSG Untere Kettwiger Ruhraue Naturschutzgebiet